# Antecedent (taalkunde)
Antecedent of correlatief is een grammaticaal begrip uit de taalkunde en is de naam voor het woord waarnaar een ander woord, meestal een betrekkelijk voornaamwoord, verwijst. Het woord dat verwijst komt meestal net na het antecedent en heet dan anafoor. Een voorbeeld:
De filosoof overleed vorig jaar. Hij is 74 jaar oud geworden.
De woordgroep 'De filosoof' is het antecedent van de anafoor 'Hij'.

## Antecedent in bijvoeglijke bijzinnen
Bijvoeglijke bijzinnen volgen meestal onmiddellijk na het antecedent, bijvoorbeeld:
De filosoof die vorig jaar overleed.
Hier is "de filosoof" het antecedent van de bijzin die wordt ingeleid door "die".
Het bij de bijzin horende antecedent kan ook alleen impliciet genoemd worden. In dit geval is sprake van een ingesloten antecedent, bijvoorbeeld:
Wat hij zegt, is waar. ("Wat" = "Datgene wat / dat").

## Verwante begrippen
De term "antecedent" dient niet te worden verward met "antecendent"; in de genealogie is dit iemand van wie persoon x afstamt, de tegenhanger van een descendent, iemand die van persoon x afstamt.